# Roberto Canessa
Roberto Jorge Canessa Urta (Montevidéu, 17 de janeiro de 1953) é um médico e cirurgião uruguaio especializado em cardiologia  e ex-jogador de rugby union que atuava na posição de ponta. Roberto foi um dos dezesseis sobreviventes do Voo da Força Aérea Uruguaia 571 que, levando ele e outros jogadores da equipe de rugby do Old Christians Club para jogos no Chile, colidiu com os Andes em  13 de outubro de 1972.
Na época do acidente, ele era um jovem de 19 anos estudante de Medicina. Sua noiva era Laura Surraco (com quem é casado até hoje e mãe de seus 3 filhos), filha de médico. Foi Roberto quem sugeriu aos outros sobreviventes que, para continuarem vivos, deveriam comer a carne dos que morreram na colisão. Em companhia de Fernando Parrado, ele decidiu atravessar a Cordilheira dos Andes para buscar ajuda.
Canessa já era jogador da seleção uruguaia desde o ano anterior e a tragédia não encerrou sua carreira no rugby: defendeu o Uruguai até 1979  e em 1980 integrou, como único representante uruguaio, a primeira excursão da seleção da América do Sul. Sua estreia por Los Teros, como é apelidada a seleção uruguaia, foi praticamente um ano antes do acidente, em 14 de outubro de 1971 contra o Brasil. Foi em jogo válido pelo Sul-Americano daquele ano, marcando um try na vitória por 31-11, sua única partida ali. Canessa não jogou as edições de 1973 e 1975, voltando a participar, como titular, na de 1977. Não chegou a jogar a de 1979, entrando em campo pela última vez pelo Uruguai naquele ano, mas antes da competição, em amistoso contra a Argentina, marcando um try em derrota por 58-7.
Ao todo, foram oito jogos pelos Teros, vencendo e perdendo a metade, marcando 23 pontos com quatro tries e quatro penais. Um destes, contra o Chile, desempatou nos últimos dois minutos com um chute do meio do campo em vitória por 21-18 no Sul-Americano de 1977, edição em que um de seus colegas de seleção foi Antonio Vizintín, outro sobrevivente da tragédia dos Andes.
Nos últimos anos, Roberto Canessa participa de conferências nas quais relata sua experiência com o objetivo de motivar pessoas que passam por crise.

## Na mídia
Em 1993, foi lançado o filme Alive, que retrata a tragédia dos Andes. Canessa foi interpretado por Josh Hamilton. Um ano depois, em 1994, Canessa foi candidato à presidência do Uruguai, perdendo a eleição para Julio María Sanguinetti.
Em uma entrevista em CNN em Espanhol em trinta de novembro, Canessa expressou, referindo ao acidente ocorrido com a equipe da Chapecoense na Colômbia: "Eles são mensageiros da vida. Precisam seguir adiante pelos amigos que se foram e consolar as famílias, porque ganharam uma chance de Deus para mostrar que a vida continua. Nesses momentos de reflexão, você se dá conta do que realmente é importante", disse o médico em entrevista à Gazeta Esportiva.